# DreadOut
DreadOut — компьютерная игра в жанре survival horror, разработанная независимой студией Digital Happiness для платформ Microsoft Windows, Linux и OS X. Анонсированный порт для PlayStation 4 так и не был выпущен. Сюжет повествует о группе индонезийских старшеклассников, обнаруживших заброшенный город. Там они сталкиваются с призраками и паранормальными явлениями, а главная героиня Линда начинает раскрывать тайны этого места и его окрестностей. Продолжение под названием DreadOut 2 вышло на Microsoft Windows в феврале 2020 года, позднее в июле 2022 года игра была портирована на PlayStation 4, PlayStation 5, Xbox One и Xbox Series X/S. Выпуск версии для Nintendo Switch был запланирован на январь 2024 года.

## Игровой процесс
DreadOut представляет собой хоррор от третьего лица, использующий механики, схожие с серией Fatal Frame. Игрок применяет современные гаджеты, такие как смартфон и цифровую камеру, для взаимодействия с различными призраками индонезийской мифологии (или для защиты от них), а также для решения головоломок. В случае гибели Линды, она оказывается в Лимбе, изображённом как тьма, окружённая свечами, с ярким светом вдали. Добежав до света, Линда возвращается к жизни. Однако с каждой последующей смертью свет удаляется всё дальше, если только игрок не найдёт три мистических предмета, способных удерживать свет на близком расстоянии.
В игре представлены схемы управления как от третьего, так и от первого лица. Игрок передвигается по локациям, используя стандартный вид из-за плеча персонажа. При использовании цифровой камеры для фотографирования происходит переключение на вид от первого лица через объектив камеры Линды. Все сфотографированные или встреченные призраки записываются в «Призракопедию» в блокноте Линды. Также игрок может находить статьи и дневниковые записи, раскрывающие предысторию игры. В демонстрационном видео была показана версия игры для планшета, где управление Линдой осуществляется через сенсорный экран.

## Сюжет
По сюжету группа старшеклассников сбивается с пути во время поездки на каникулах в Индонезии и обнаруживает старый заброшенный город. Вскоре они понимают, что происходит нечто зловещее. Линда Мейлинда осознаёт, что с ней случаются мистические явления. Она обретает духовную силу, которая может спасти её и её друзей от неизвестной опасности.

## Разработка
Индонезийская студия Digital Happiness работала над игрой силами команды численностью около 20 человек. После выпуска демо-версии разработчики запустили краудфандинговую кампанию на платформе Indiegogo. При заявленной цели в 25 000 долларов США кампания завершилась сбором 29 067 долларов. Необходимость в краудфандинге возникла из-за слабого развития игровой индустрии в Индонезии, которая в основном ориентирована на социальные и мобильные игры, что затрудняло поиск финансирования. Основатель Digital Happiness Рахмад Имрон отмечал: «У нас много квалифицированных специалистов, но большинство из них уехало за границу из-за отсутствия игровой индустрии в Индонезии, хотя мы надеемся, что скоро ситуация изменится».

### Сопутствующая продукция и акции
Чтобы поспособствовать продажам, одновременно с выходом дополнения DreadOut: Keepers of the Dark разработчики снизили цену DreadOut на 66 %. Помимо этого, Digital Happines провела несколько розыгрышей совместно с сайтами PC Invasion, Bloody Disgusting и Rely on Horror, разыграв среди их читателей, соответственно, 15, 10 и 10 копий одновременно и DreadOut, и Keepers of the Dark. 8 августа 2016 года в честь дня игр в Индонезии, инициированного Индонезийской игровой ассоциацией, Digital Happines в качестве поддержки мероприятия вновь снизили цены на DreadOut и Keepers of the Dark. В августе 2017 года DreadOut вошла в состав тематического Humble Bundle: если покупатель заплатит от одного доллара и выше, то получит DreadOut и дополнение Keppers of the Dark, а также игры Dead Age и Lakeview Cabin Collection. Кроме того, за покупку того же набора за $6.08 или выше открывался доступ к Alien: Isolation, Layers of Fear: Masterpiece Edition (вместе с загружаемым контентом) и Five Nights at Freddy’s: Sister Location, а от $10 и выше — Dead by Daylight.

### Загружаемый контент
DreadOut: Keepers of the Dark была анонсирована 20 мая 2015 года, а дебютный трейлер вышел 29 октября. Как и DreadOut, дополнение использует игровой движок Unity. Изначально игра должна была выйти в том же году, однако в конечном итоге выход состоялся 24 марта 2016 года, через цифровую дистрибуцию в цифровом магазине Steam. Несмотря на то, что DreadOut также вышла на Linux и OS X, дополнение было выпущено только для PC-совместимых компьютеров под управлением операционной системы Windows.
Игровой процесс дополнения почти полностью идентичен DreadOut. Так же, как и в предшественнице, игрок берёт на себя роль индонезийской школьницы Линды, которая сталкивается со злыми духами и борется с ними при помощи камеры смартфона. Однако в Keepers of the Dark реализован иной подход к игровому процессу: если в оригинальной игре было линейное повествование с постепенным развитием истории, то в дополнении упор сделан на нелинейное прохождение и битвы с боссами. Повествование дополнения разворачивается во время событий оригинальной DreadOut: после того, как собственное отражение притянуло Линду к зеркалу, она оказывается в ловушке в неизвестном мире, в котором обнаруживает восемь дверей. Каждая ведёт в тот или иной мир, которым правит злой дух. Чтобы вернуться в свой мир, Линде предстоит изгнать злых духов.

## Восприятие
| Сводный рейтинг       | Сводный рейтинг |
| Агрегатор             | Оценка          |
| --------------------- | --------------- |
| Metacritic            | 55/100          |
| OpenCritic            | 46/100          |
| «Критиканство»        | 46/100          |
| Иноязычные издания    |                 |
| Издание               | Оценка          |
| GameZone              | 3/10            |
| Hardcore Gamer        | 2/5             |
| Polygon               | 5/10            |
| Eurogamer (Италия)    | 7/10            |
| Eurogamer (Германия)  | 3/10            |
| Multiplayer.it        | 7,4/10          |
| PC Invasion           | 7/10            |
| Rely on Horror        | 7/10            |
| Русскоязычные издания |                 |
| Издание               | Оценка          |
| GameMAG.ru            | 4/10            |
| Riot Pixels           | 67/100          |
| StopGame.ru           | «Похвально»     |

### Рейтинги
DreadOut получила в целом посредственные оценки от игровых журналистов. Рейтинг вариации игры для PC на агрегаторе Metacritic составил 55 балла из возможных 100 на основе 9 рецензий, 5 из которых были смешанными, 4 — негативными. Более низкого рейтинга, чем на Metacritic, игра удостоилась на агрегаторе OpenCritic, составившего 46 баллов на базе 9 обзоров профильных критиков. Общий рейтинг DreadOut на агрегаторе «Критиканство», подсчитываемый на основе рецензий русскоязычных изданий, составил 46 баллов из 100 на основе 3 обзоров: 1 смешанного и 2 негативных.
Индонезийский игровой портал Dunia Games в лице автора Ризки Нуркахьянто включил игру в список под названием «10 игр в жанре ужасов от индонезийских разработчиков, в которые вы должны поиграть». Помимо DreadOut в список также отдельно вошли самостоятельное дополнение DreadOut: Keepers of the Dark, сиквел и спин-офф DreadEye VR. В феврале 2023 года наряду с другими играми серии DreadOut была отмечена Министерством туризма и креативной экономики Республики Индонезия как одна из лучших индонезийских игр в жанре ужасов.

### Продажи
Летом 2018 года, благодаря уязвимости в защите Steam Web API, стало известно, что точное количество пользователей сервиса Steam, которые играли в игру хотя бы один раз, составляет 157 469 человек.

### Экранизация
В 2018 году индонезийская продюсерская компания GoodHouse анонсировала экранизацию фильма «DreadOut». Фильм вышел в прокат в Индонезии 3 января 2019 года. Режиссер фильма — Кимо Стамбоэль. В актерский состав фильма вошли Кейтлин Халдерман, Джефри Никол, Марша Аруан, Чиччо Манассеро, Сьюзан Самех и Ирсядилла. Фильм также как и игра получил смешанные оценки от критиков, а именно 5/10 по версии IMDB.